# Aegomorphus galapagoensis williamsi
Aegomorphus galapagoensis williamsi es una subespecie de escarabajo longicornio del género Aegomorphus,  subfamilia Lamiinae. Fue descrita científicamente por Linsley & Chemsak en 1966.
Se distribuye por América del Sur, en islas Galápagos. Mide 13-16 milímetros de longitud.